# اچ‌ام‌سی‌اس سو (آر۶۴)
اچ‌ام‌سی‌اس سو (آر۶۴) (به انگلیسی: HMCS Sioux (R64)) یک کشتی بود که طول آن ۳۶۲ فوت ۱۰ اینچ (۱۱۰٫۵۹ متر) بود. این کشتی در سال ۱۹۴۳ ساخته شد.